# 도모에 고젠
도모에 고젠(일본어: 巴御前 토모에 고젠[*], 생몰년 미상) 은, 헤이안 시대 말기의 시나노 무장이다.
군담소설 《헤이케 이야기》에는 무장 미나모토노 요시나카의 편녀(便女) 로, 《겐페이 투쟁록》(源平闘諍録)에는 히구치 가네미쓰(樋口兼光)의 딸, 《겐페이 성쇠기》(源平盛衰記)에는 나카하라노 가네토(中原兼遠)의 딸이자 히쿠치 가네미쓰·이마이 가네히라(今井兼平)의 딸로 요시나카의 처가 되었다. 으레 부인으로 해석되지만, 미나모토노 요시나카의 아내는 도모에가 아니다.

## 약력
《헤이케 이야기》에는 ‘기소의 최후[木曾最期]’에서만 도모에의 이름이 등장한다. 그녀가 평생의 주인이자 낭군으로 섬겼던 미나모토노 요시나카(源義仲)의 휘하 장수였던 히쿠치 가네미쓰, 이마이 가네히라, 그리고 네노이 유키치카(根井行親)와 다테 지카타다(楯親忠) 등 ‘기소 사천왕’과 함께 요시나카를 따라 헤이케 타도에 종군해, 큰 칼과 억센 활을 들고 싸웠던 여자 무사로 묘사되고 있으며, “요시나카 공은 시나노에서 도모에와 야마부키(山吹), 두 명의 편녀(便女)를 거느리고 왔다. 야마부키는 병이 있어 수도에 머물렀다. 도모에는 흰 피부에 머리는 길었으며, 용모가 몹시 아름다웠다. 강궁의 정병으로 혼자서 능히 천 명을 맞섰다.”라고 되어 있다.
《헤이케 이야기》에는 교토에서 헤이케를 몰아냈지만 교토의 치안 회복은 물론 법황과의 관계 회복에도 실패하고, 요시쓰네에 쫓겨 달아나던 미나모토노 요시나카가 300기를 가지고 여기저기서 출몰하는 군사들에 맞서서 끝까지 싸웠지만, 다 싸워 이기고 보니 남은 것은 다섯 기밖에 되지 않았다. 다섯 기 가운데는 도모에도 포함되어 있었다. 요시나카는 자신의 불리함을 깨닫고 도모에에게 “너는 여자니 어디로든 피해라. 나는 전사할 각오를 한 몸, 붙잡히게 된다면 자결할 것이다. 마지막까지 여자나 끼고 있었다는 소리는 듣고 싶지 않다.”라며 도모에를 피신시키려 했다. 도모에는 떠나려 하지 않았지만, 요시나카가 끝까지 도망칠 것을 권하자 “마지막 봉공(奉公)으로 제가 싸우는 모습을 보여드리겠습니다.”라는 말과 함께, 마침 30기를 거느리고 나타난 무사시의 장사 온다 모로시게에게 달려가, 모로시게 옆에 말을 대고 힘껏 잡아채서 자신이 타고 있던 안장 앞가리개에 밀어붙인 다음 목을 비틀어 베고 집어던져 버렸다. 그리고 갑주를 벗어 던지고 동쪽을 향해 달아나는 것으로 《헤이케 이야기》 속에서 자취를 감춘다.
이건 가쿠이치본(覺一本)이고, 야사카본(八坂本) 《헤이케 이야기》에서는 도모에를 쫓아온 적장을 거꾸로 공격해 쓰러뜨린 뒤 다시 요시나카에게 왔다. 자신을 떠나지 않으려는 도모에에게 “너의 후사를 잇는 것이 네가 나를 위해 할 수 있는 마지막 봉공이다.”라고 하는 말을 듣고서야 동쪽을 향해 사라졌다고 되어 있다.
가장 오래된 고본으로 알려진 엔쿄본(延慶本)에는 어린 시절부터 요시나카와 함께 자라고 힘도 무예도 서로 비등한 사이였던 요시나카에게 도모에는 큰 힘이 되었고, 요시나카의 거병에도 종군하였으며 교토에서 쫓겨난 요시나카를 따라온 군사가 7기만 남았을 때도 도모에는 좌우에서 오는 무사들을 좌우 겨드랑이 사이에 끼고 졸라 머리를 떼어 죽였다고 한다. 구리쓰(粟津)에 도착한 뒤에는 요시나카에게 다섯 기밖에 남아있지 않았는데, 그때 이미 도모에의 모습은 보이지 않았다고 한다.
《겐페이 성쇠기》에서는 구리카라 고개에서 도모에가 대장의 한 명으로서 등장하는데, 이때 나이가 28세였다고 한다. 요시나카는 사나운 말을 잘 다루고 험난한 비탈길도 잘 다니는 도모에를 전투 때마다 항상 갑옷을 입히고 큰 칼과 센 활을 들려 지휘관으로 명해 내보냈다고 하니 여기에서도 충분히 활약했을 것이다. 세타가와라(横田河原) 전투에서도 7기를 죽이고 이름을 떨쳤다(나가토본長門本과도 비슷한 서술이 있다). 우지 강 전투에서는 하타케야마 시게타다(畠山重忠)와의 싸움이 그려져 있는데 도모에가 어떤 사람이냐고 묻는 시게타다에게 한자와 로쿠로(半沢六郎)가 “기소 나리(木曾殿)의 유모 나카미노곤노카미(中三権頭)의 딸 도모에입니다. 강궁을 잘 다루고 사나운 말로 능히 길들이며, 유모자(乳母子)이자 첩으로써, 집안에서는 아이를 기르고, 군에서는 대장군을 맡아, 이마이·히구치와는 형제로서, 두려움의 대상입니다.”라고 대답하고 있다.
훗날 와다 요시모리(和田義盛)의 아내가 되어 아사히나노 요시히데(朝比奈義秀)를 낳았다. 와다 전투 이후 에치고국(越中国) 후쿠미쓰(福光)의 이시구로 씨(石黒氏)에게 의탁해 출가하여 죽은 주군과 부친, 형제와 아들의 명복을 빌며 나날을 보냈고 91세로 생애를 마쳤다고 한다. 현재 가나가와현 요코스카 시, 나가노현 기소 군 기소마치, 니가타현 죠에츠 시 등 각지에 도모에 고젠의 무덤으로 여겨지는 것이 전하고 있지만, 어느 것도 도모에 고젠의 진짜 무덤이라고 밝혀진 것은 없다.
한편 가쿠이치본(覚一本)엔 나이가 적혀 있지 않지만, 백이십구본(百二十句本)에는 22~3세, 엔쿄본에는 30세로, 나가토본에는 32세, 《겐페이 성쇠기》에는 28세로 되어 있다.
일본 학자가 발견한 소행성 4896호의 이름에도 도모에가 붙어 있다.

## 역사로서의 도모에
여자 무장에 대한 《헤이케 이야기》나 《겐페이 성쇠기》의 기술은 사실로 다 믿기에는 미심쩍은 부분이 많이 있어 문학적 각색일 가능성도 높다. 다만 가마쿠라 막부의 정사인 《아즈마카가미》(吾妻鏡)에는 겐린(建仁) 원년(1201년)에 에치고(越後)에서 반란이 일어났을 때, 에치고 죠씨(越後城氏) 집안의 한가쿠 고젠(坂額御前)이라는 여자의 분투로 막부의 토벌군이 큰 피해를 입었다는 기사가 있다. 당시의 가이ㆍ시나노ㆍ에치고 지방에서는 무사의 집안의 여자들도 제1급에 준하는 전투훈련을 받았다는 것은 확실하다.
일본의 소설가 가이온지 쥬고로(海音寺潮五郞)는 긴지(金刺) 집안이 소유했던 성읍 가운데 ‘야마후키’라는 이름을 가진 성이 있는 점을 들어, 도모에와 야마후키는 요시나카의 지지 세력이던 나카하라(中原)ㆍ긴지 집안의 사람 가운데 무예에 뛰어난 여자를 골라서 부관 내지 비서관으로 삼아 파견했던 것 같다고 추측하고 있다.

## 전설
나가노 현의 기소 군 히요시무라(日義村)에는 도모에가후치(巴之淵)라는 지명이 남아있는데, 원래 도모에가 이 강에 살던 용의 화신으로서 인간의 모습으로 현신해 요시나카를 도왔다는 이 지방 전승에서 유래한 이름이다.
또 이런 전설도 있다. 헤이케 타도의 영지를 받은 요시나카가 구리카라(倶利伽羅)라는 고갯길로 진군할 때였는데, 인근 마을에 살던 도모에가 강에서 옷감을 말리는데 거기로 요시나카의 말이 지나가는 바람에 물이 튀어서 옷감이 젖어버렸고, 화가 한 도모에는 대번에 요시나카를 말을 탄 그대로 확 들어올려 도이데(戶出) 마을로 던져버렸다. 그대로 수십 매나 되는 논 위로 던져진 요시나카는 그대로 소나무의 가지에 걸려버렸지만, 화내기는커녕 오히려 요시나카는 도모에를 데리고 전쟁에 나아갔다고 한다. 도이데 중심부에는 도모에 정(巴町)이라는 마을이 있고, 해마다 도이데노 신사(戶出野神社)의 가을 마쓰리 때면 마을의 여자아이가 뽑혀 도모에 고젠으로 분장하고 참가한다.
요시나카가 말과 함께 걸린 소나무는 후세에 말걸이 소나무(駒かけの松)라고 불렀다고 하는데, 나무가 있었다는 장소조차 기록에 없을 뿐 아니라 도이데에 보관된 자료를 봐도 그런 전설은 없다. 지금의 오시미즈 지역에 마을이 생긴 것은 에도 초기의 일이지 헤이안 시대에는 그 지역에 마을이 있지도 않았고, 있었다 해도 인근 요시즈미(吉住) 마을(지금의 일본 다카오카 시 토이데 요시즈미)의 일부에 불과했다. 다이쇼 8년에 간행된 토이데 관련 사료에는 주에이(壽永) 3년(1183년) 5월 11일에 한야노(般若野)에서 구리카라로 향하던 요시나카가 잠깐 쉬느라 말을 매어두었다는 말걸이 소나무(駒繋ぎの松)의 전설만 나온다. 나무는 정작 1894년(메이지 24년) 9월 11일에 서남쪽에서 불어온 폭풍으로 나무의 가지 한 쪽이 꺾였고, 1909년(메이지 42년) 8월에 전부 베여나가 지금은 흔적만 남았다.

## 같이 보기
- 치도 (무기)